# Thomas Carter (Regisseur)
Thomas Colbert Carter (* 17. Juli 1953 in Austin, Texas) ist ein US-amerikanischer Regisseur, Schauspieler und Drehbuchautor. Er gewann unter anderem drei Emmys.
Carter war ab Mitte der 1970er Jahre zunächst als Schauspieler aktiv, ab 1979 wandte er sich der Regie zu. Als Regisseur war er an mehr als 30 Film- und Fernsehprojekten beteiligt.

## Filmografie (Auswahl)
- 1993: Swing Kids
- 1997: Metro – Verhandeln ist reine Nervensache (Metro)
- 2001: Save the Last Dance
- 2005: Coach Carter
- 2009: Begnadete Hände – Die Ben Carson Story (Gifted Hands: The Ben Carson Story, Fernsehfilm)
- 2014: When the Game Stands Tall
- 2016: Roots (Fernsehserie, 1 Episode)